# Passalus interruptus
Passalus interruptus (лат.) — вид сахарных жуков рода Passalus из семейства пассалиды (Passalidae). Панама, Карибские острова и далее южнее до Аргентины.
Крупного размера жуки, которые имеют длину около 5 см (от 44,2 до 50,9 мм), буровато-чёрные, блестящие. Клипеус скрыт ниже лба, сверху невидим. Лоб с двумя медиофронтальными зубцами.
Тело вытянутое, уплощённое. Надкрылья в глубоких продольных желобках.